# Nagy-hegy
Nagy-hegy är en kulle i Ungern.   Den ligger i provinsen Borsod-Abaúj-Zemplén, i den nordöstra delen av landet, 170 km öster om huvudstaden Budapest. Toppen på Nagy-hegy är 100 meter över havet.
Terrängen runt Nagy-hegy är huvudsakligen platt, men norrut är den kuperad. Runt Nagy-hegy är det ganska tätbefolkat, med 75 invånare per kvadratkilometer. Närmaste större samhälle är Szerencs, 2,2 km nordost om Nagy-hegy. Trakten runt Nagy-hegy består till största delen av jordbruksmark.